# علامة لازير-تريلا

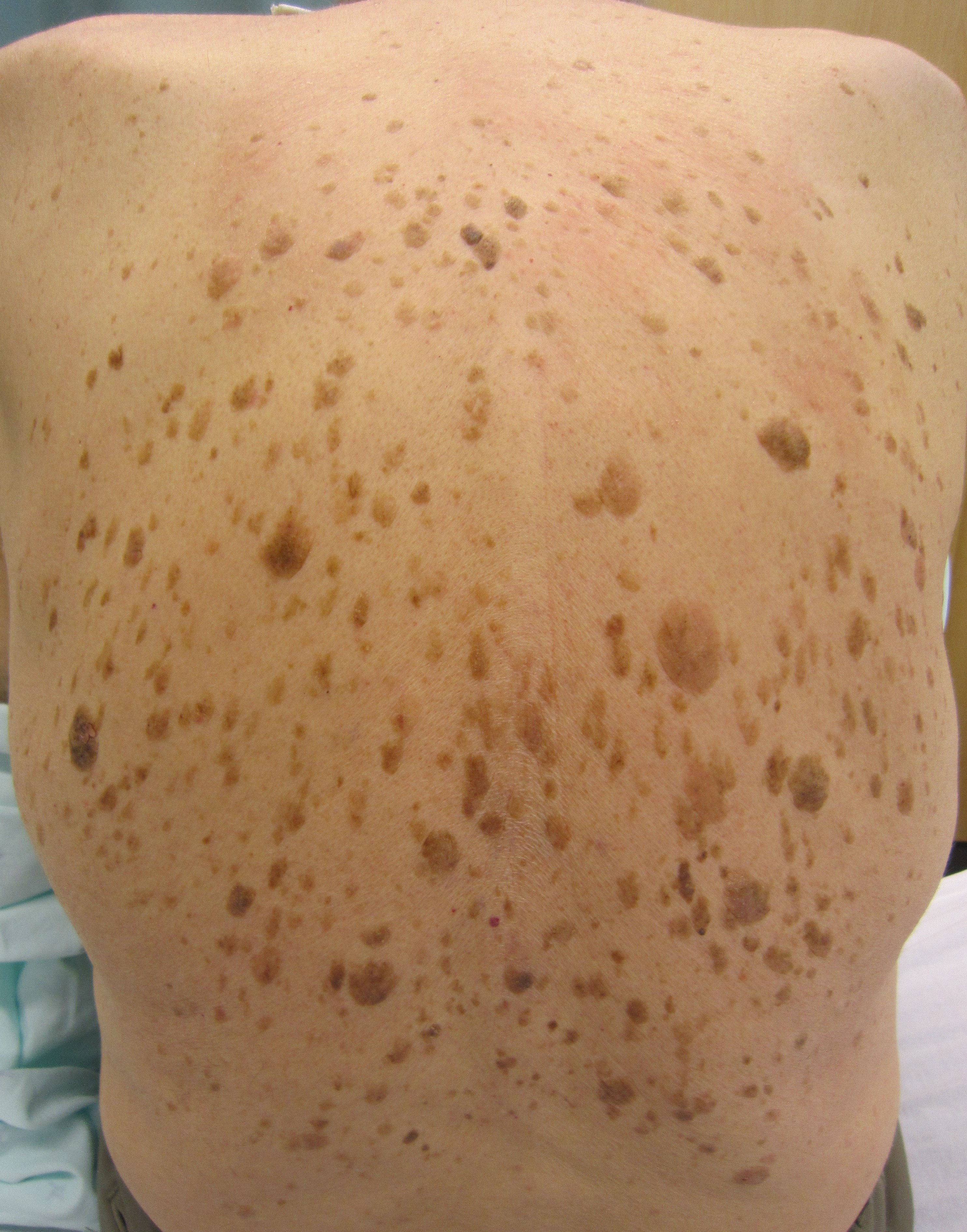
تَقران مَثِّي مُتعدد في منطقة ظَهر شخص يُظهر علامة لازير-تريلا حيثُ ظهرت بسبب إصابته بسرطان القولون

علامة لازير-تريلا أو علامة ليسير-تريلا أو علامة ليزر-تريليت (بالإنجليزية: Leser–Trélat sign)‏ هيَ ظُهور كميات كبيرة من التَقران المَثِّي المُتعدد (آفات جلدية مُصطبغة كثيرة)، وعادةً ما تكون مصحوبة بقاعدة التهابية. من الممكن أن تكون علامة لازير-تريلا من العلامات المُنذرة بحدوث خباثة داخلية كجزء من متلازمة الأباعد الورمية، حيثُ يحصل تكون لآفات جديدة بالإضافة لِتطور الآفات السابقة وزيادة حجمها.

## التاريخ
تمت تَسمية هذه العلامة نسبةً إلى إدموند لازير وَأوليس تريلا. وقد قيلَ أنَّ لازير وَتريلا شاهدا ورم وعائي وليسَ التقران المثِّي، وبالتالي يُنسب الفَضل في اكتشاف هذه العلامة إلى وهكذا ينبغي أن ينسب الفضل بشكل صحيح لهولاندر لمنشوراته في 1900.

## ترابطات
بالرغم من أنَّ مُعظم الأورام المُرتبطة هيَ أورام غدية مَعوية (المعدة، الكبد، الأمعاء الغليظة، البنكرياس)، أما الأورام الخبيثة فتصيب الثدي وَالرئتين وَالجهاز البولي بالإضافة إلى الأنسجة اللمفاوية، حيثُ من المرجح أن السيتوكينات المختلفة وعوامل النمو الأخرى التي تنتجها الأورام هي المسؤولة عن الظهور المُفاجئ للتقران المَثِّي.
في بعض الحالات تترافق علامة لازير-تريلا بوجود شواك أسود ذو أباعد ورمية (35% من المصابين) وَسماك مكتسب وَورم حليمي جلدي وردي وَمتلازمة كاودن وَثفان وَتقران النهايات المصاحب للورم وَراحة الكِرش.

## روابط خارجية
- جمعية أمراض الجلد النيوزيلندية - يتضمن صُور.